# Akromion

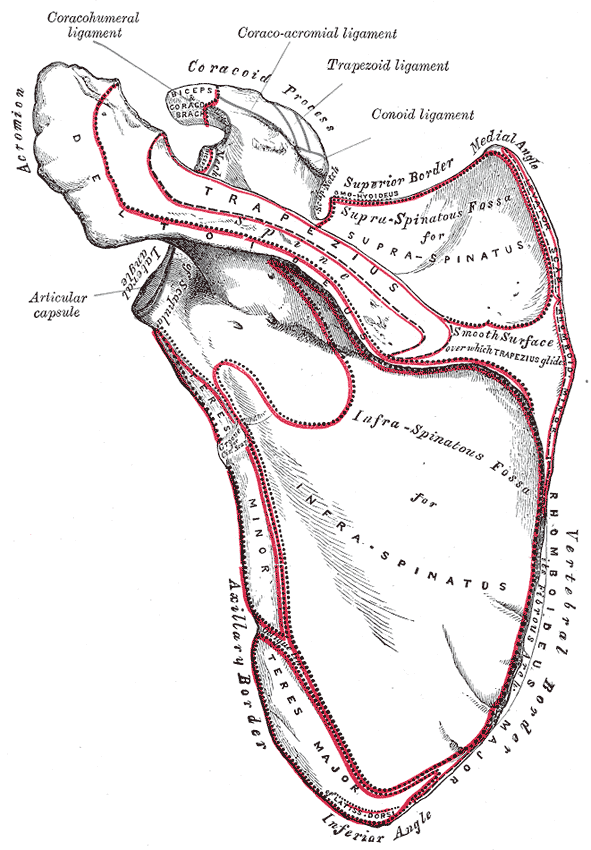
Vänster skulderblad sett bakifrån (dorsalt).

Akromion, skulderhöjden (latin: acromion), ett i stora drag triangulärt och avlångt utskott (spina) vid skulderbladets laterala vinkel (angulus lateralis scapulae) som avslutar skulderkammen (spina scapulae) och bildar axelns yttersta spets. Tillsammans med korpnäbbsutskottet (processus coracoideus) stabiliserar akromion axelleden (articulatio humeri).
Akromion sträcker sig först lateralt ut från skulderbladets baksida för att därefter svänga av in över överarmsbenets (humerus) ledskål (cavitas glenoidalis). 
Dess grova, konvexa översida är riktad uppåt, bakåt och utåt. Den är subkutan utom där några av m. deltoideus fibrer har sitt ursprung. Akromions undersida är slät och konvex och vilar mot en bursa (bursa subacromialis) som motverkar friktion mot ledkapseln.
På dess tjocka, ojämna, laterala kant finns tre eller fyra tuberkler som är ursprung för några av m. deltoideus senfästen. 
Dess konkava, mediala kant är kortare än den laterala och tjänar som fäste för en del av m. trapezius. 
Mitt på den mediala kanten finns en liten, oval yta där nyckelbenets (clavicula) laterala ändparti ledar mot skulderbladet (acromioclavicularleden).
Angulus acromii är en vinkelböjd kant mot spina scapulae, lateralt på acromion.